# فرایمرسهایم (زودلیشه واینشتراسه)
فرایمرسهایم (به آلمانی: Freimersheim) یک شهر در آلمان است که در زودلیشه واینشتراسه واقع شده‌است. فرایمرسهایم ۹۴۸ نفر جمعیت دارد.